# Vụ tranh cãi Blitzchung

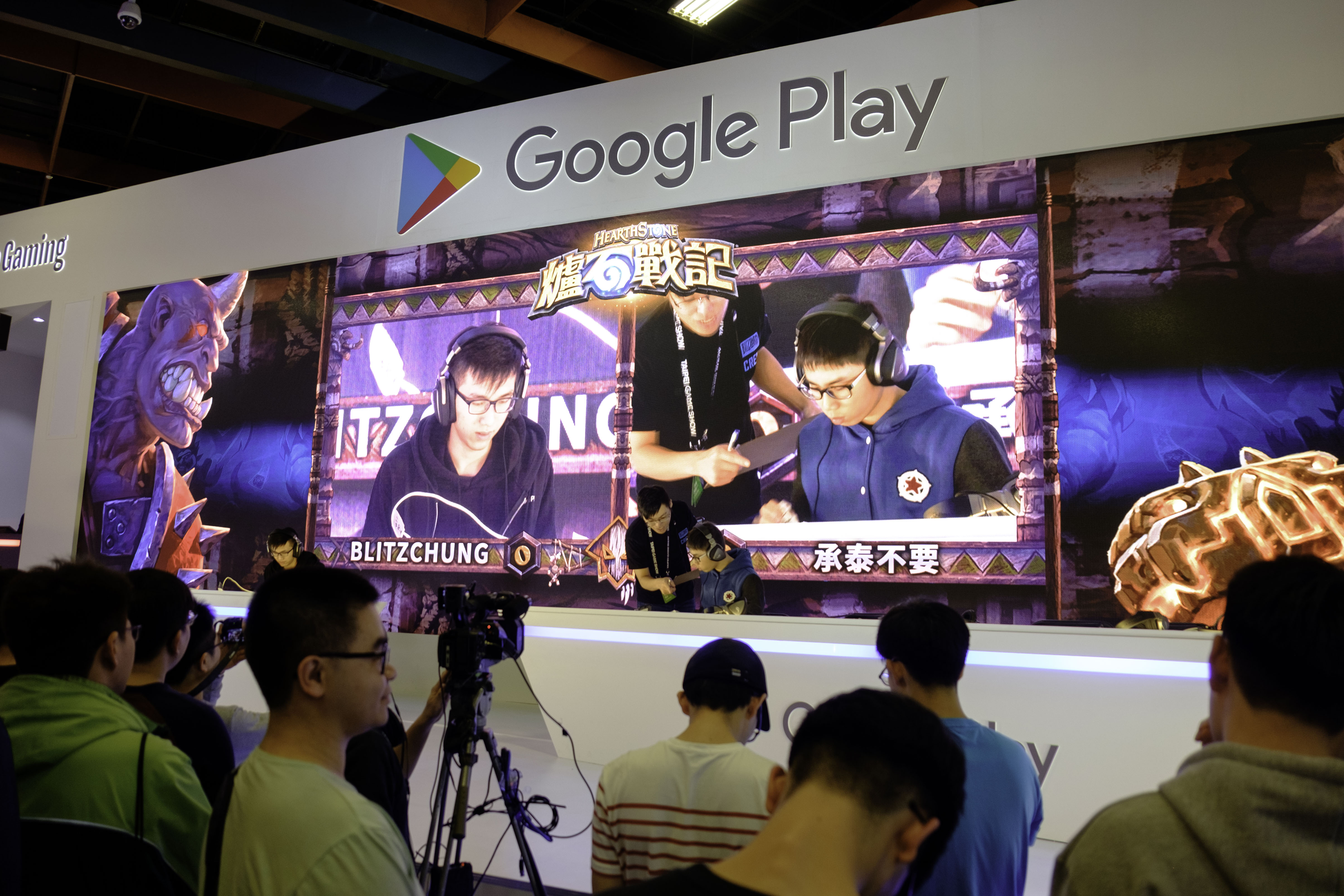
Blitzchung, một game thủ thiên hướng Dân chủ đại diện cho Hồng Kông, trong một giải đấu tại Gian hàng Google Play B211, Trung tâm Thương mại Thế giới 1, Hoa Kỳ, ngày 28 tháng 1 năm 2019. Trong ảnh này, đối thủ của Blitzchung có vẻ như đang yêu cầu sự hỗ trợ từ một Nhân viên của Blizzard trong trận đấu. Bức ảnh này được chụp trước cuộc tranh cãi Blitzchung khoảng mười tháng

Tháng 10 năm 2019, nhà phát triển trò chơi điện tử người Mỹ Blizzard Entertainment đã quyết định phạt Ng Wai Chung (吳偉聰) (nickname Blitzchung), một game thủ esports người Hồng Kông của trò chơi điện tử trực tuyến Hearthstone, vì đã lên tiếng ủng hộ các cuộc biểu tình ở Hồng Kông 2019–2020 trong một sự kiện streaming trực tuyến. Phản ứng của công chúng, bao gồm một cuộc tẩy chay và một lá thư từ các đại diện Quốc hội Hoa Kỳ, đã khiến Blizzard phải giảm bớt, nhưng không thu hồi lại hình phạt.

## Diễn biến sự việc

Blizzard Entertainment

### Lệnh cấm Ng Wai Chung
Ngày 6 tháng 10 năm 2019, trong sự kiện phát trực tuyến Hearthstone Grandmasters ở Đài Loan, Ng Wai Chung, một game thủ Hearthstone chuyên nghiệp cư trú tại Hồng Kông với nickname "Blitzchung", đã được phỏng vấn sau trận đấu của, trong đó anh ấy đeo một chiếc mặt nạ tương tự như những người biểu tình đeo trong các cuộc biểu tình ở Hồng Kông 2019–2020 và nói "Giải phóng Hồng Kông, cuộc cách mạng của thời đại chúng ta". Stream đã bị ngắt ngay sau đó.
Hôm sau, ngày 7 tháng 10, Blizzard thông báo rằng Blitzchung đã bị cấm tham gia giải đấu hiện tại, cũng như sẽ mất mọi khoản tiền thưởng (khoảng 4.000 đô la Mỹ tính đến thời điểm đó) và sẽ bị cấm tham gia các giải đấu Grandmaster khác trong một năm. Công ty đã trích dẫn quy tắc nghiêm cấm người chơi Grandmasters xúc phạm công chúng hoặc làm xấu đi hình ảnh của Blizzard làm cơ sở cho quyết định này. Blizzard sau đó tuyên bố một mặt họ tôn trọng quyền tự do ngôn luận của người chơi, mặt khác họ vẫn bị ràng buộc bởi các quy tắc khi thi đấu. Blitzchung, trong một cuộc phỏng vấn sau đó, nói rằng anh đã thực hiện hành động phản đối vì nỗ lực cho phong trào xã hội trong những tháng trước đó đôi khi gây cản trở việc chuẩn bị cho giải đấu của anh.

### Chấm dứt hợp đồng
Blizzard cũng đồng thời chấm dứt hợp đồng với hai streamer đã thực hiện cuộc phỏng vấn, "Virtual" và "Mr. Yee"; họ tin rằng cả hai đã khuyến khích Blitzchung thể hiện thông điệp của mình, và do đó cũng vi phạm nguyên tắc cho phép. Virtual tuyên bố với PC Gamer rằng anh và Yee chỉ biết vài giây trước cuộc phỏng vấn rằng Blitzchung sẽ đeo mặt nạ, và khi Blitzchung bắt đầu tuyên bố của mình liên quan đến cuộc biểu tình, những người thi đấu cúi đầu xuống bàn của họ, vì vậy rõ ràng là Blitzchung chỉ đang hành động theo ý mình. Virtual nói rằng anh vẫn chưa được cho biết lý do tại sao anh lại bị sa thải khỏi các văn phòng của Blizzard ở Đài Loan.

## Phản ứng công chúng

### Phản ứng ban đầu
Do tính chất chính trị của sự kiện này, các nguồn tin chính thức của Trung Quốc đại lục đã phản đối các cuộc biểu tình của Blitzchung; mặt khác, hầu hết các nguồn khác đều khuyến khích hành động của anh ấy.
Hành động của Blitzchung bị chính phủ Trung Quốc coi là chống lại phẩm giá quốc gia của Trung Quốc; một bài đăng trên mạng xã hội Sina Weibo trên kênh Hearthstone chính thức của Blizzard, do đối tác xuất bản Trung Quốc - công ty NetEase - điều hành, đã lên án công khai hành động của anh. Và có rất nhiều lời chỉ trích trên Weibo về những gì một số người coi là hành động phản quốc và ly khai của Blitzchung.
Một số nhà bình luận khác cho rằng Blizzard đã hành động thiếu thận trọng vì lợi ích kinh tế của mình với Trung Quốc, cả chính phủ Trung Quốc (người kiểm duyệt sự ủng hộ cho các cuộc biểu tình ở Hồng Kông) và gã khổng lồ công nghệ Trung Quốc Tencent (chủ sở hữu một phần của Blizzard). Những người khác lên tiếng phản đối hành động của Blizzard, rằng hành động này có vẻ như đang tán thành quan điểm của chính phủ Trung Quốc.
Một số người chỉ trích lệnh cấm Blitzchung là một sự đối xử không công bằng - khi so sánh với các hình phạt nhẹ hơn mà Blizzard đã áp dụng đối với các tuyển thủ chuyên nghiệp của Overwatch League vì những phát ngôn và cử chỉ thô tục trước máy quay. Thượng nghị sĩ Hoa Kỳ Ron Wyden và Marco Rubio đã lên tiếng phản đối lệnh cấm và đồng ký một lá thư với các Hạ nghị sĩ Alexandria Ocasio-Cortez, Mike Gallagher, và Tom Malinowski gửi đến công ty yêu cầu hủy bỏ hoàn toàn lệnh cấm đối với Blitzchung. Bức thư nói rằng, với tầm vóc của Blizzard trong cộng đồng game thủ, quyết định của họ "có thể có tác động lạnh lùng đối với những game thủ tìm cách sử dụng nền tảng của họ để thúc đẩy nhân quyền và các quyền tự do cơ bản".

### #BoycottBlizzard
Nhiều người chơi lâu năm các trò chơi của Blizzard đã thảo luận về việc tẩy chay Blizzard để khuyến khích Blizzard thu hồi lệnh cấm đối với Blitzchung. Trên Twitter, hashtag #BoycottBlizzard trở nên phổ biến trên toàn thế giới, với sự tham gia đáng chú ý của cựu nhân viên Blizzard và trưởng nhóm World of Warcraft Mark Kern, người đã công bố quyết định hủy đăng ký trò chơi do chính mình tạo ra. Một số nhân viên của Blizzard, để phản đối, đã che các bộ phận của tượng đài công ty và tổ chức một cuộc dạo chơi bằng ô như đã được thực hiện trong biểu tình Hồng Kông 2014. Một nhân viên lâu năm của Blizzard nói, "Hành động mà Blizzard thực hiện với người chơi thật kinh khủng, nhưng không có gì đáng ngạc nhiên." Cả Brian Kibler và Nathan Zamora, người sáng tạo Hearthstone, đều tuyên bố không tham gia giới thiệu Hearthstone Grandmasters tại BlizzCon tháng 11 năm 2019 do sự kiện này. Khi từ chức, Kibler nói rằng sự xuất hiện của anh sẽ ngầm thể hiện sự ủng hộ quyết định của Blizzard. Mitsubishi Motors rút lại khoản tài trợ cho Blizzard vài ngày sau lệnh cấm.

### Biểu tượng nhân vật Overwatch
Những người ủng hộ cuộc biểu tình ở Hồng Kông bắt đầu đăng ảnh fan art về nhân vật Overwatch của chính Blizzard, Mei, một phụ nữ Trung Quốc, như một dấu hiệu ủng hộ Blitzchung và các cuộc biểu tình sau lệnh cấm. Tờ Business Insider bày tỏ quan điểm của họ về vấn đề này: "Những người hâm mộ tức giận đang đáp trả lại Blizzard bằng cách sử dụng một trong những nhân vật của họ trong các meme chống Trung Quốc, sau khi công ty game này trừng phạt một game thủ chuyên nghiệp vì bảo vệ các cuộc biểu tình ở Hồng Kông."

### Các cuộc biểu tình tiếp theo
Ngày 9 tháng 10, ở phần kết thúc trận đấu Hearthstone tại Collegiate Champs sau lệnh cấm của Blitzchung, các cầu thủ của đội thua, Đại học Mỹ, giơ một tấm biển có nội dung "Giải phóng Hồng Kông, tẩy chay Blizz" trên camera người chơi của họ - trước khi chương trình phát sóng nhanh chóng bị cắt đi. Do đó, camera của người chơi đã bị xóa khỏi phạm vi phát sóng của sự kiện, và được thay thế bằng hình ảnh của các nhân vật chính trong trò chơi. Ngoài ra, các cuộc phỏng vấn người chơi được cho là sẽ bị dừng trong phần còn lại của cuộc thi. Trang subreddit của Blizzard được chuyển sang chế độ riêng tư, trong bối cảnh tất cả các subreddit khác dành riêng cho các sản phẩm của Blizzard thể hiện sự tức giận đối với hành động của công ty. AccessNow.org, một nhóm vận động nhân quyền, cũng thúc giục Blizzard thu hồi lệnh cấm.

## Phản ứng của Blizzard

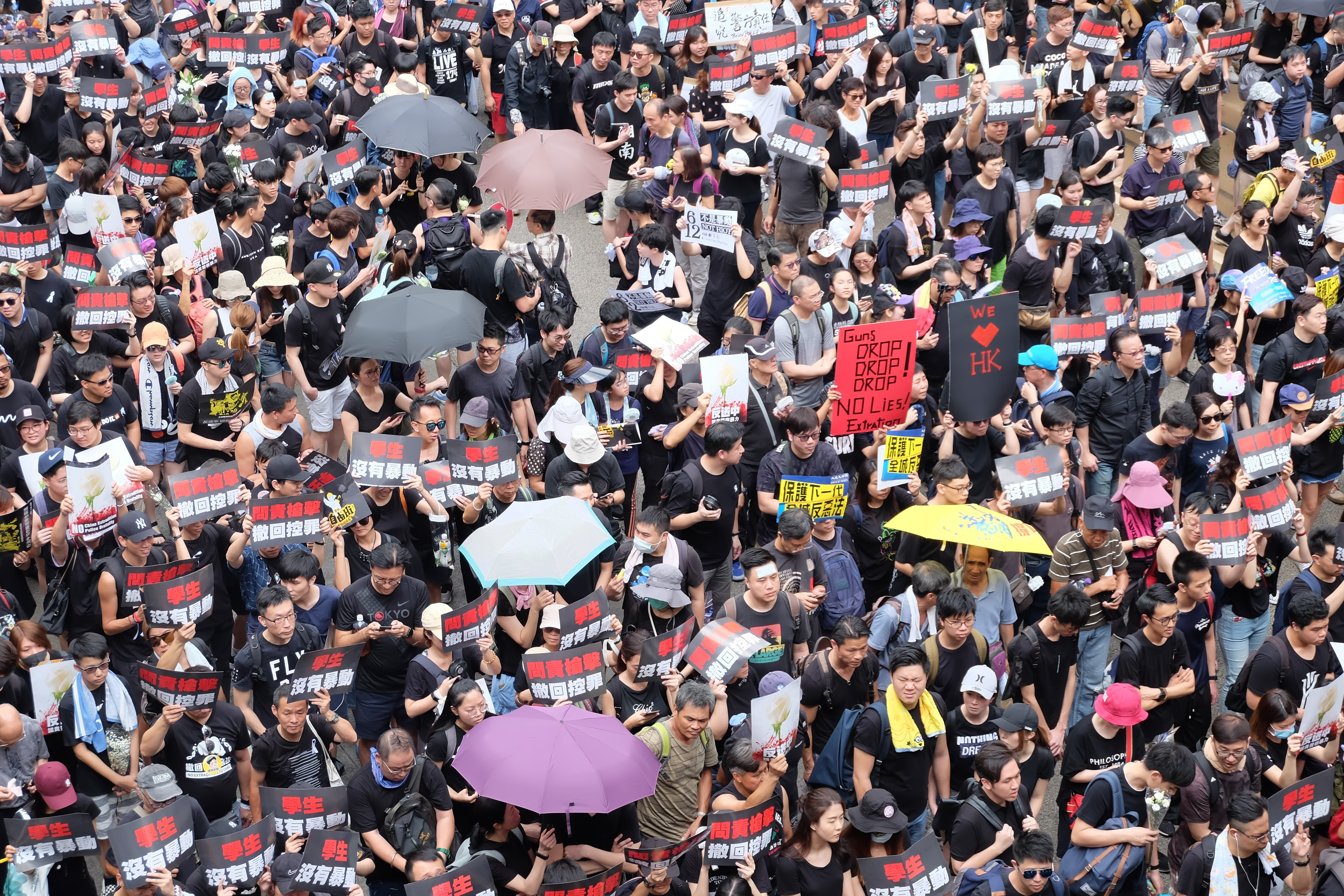
Biểu tình ủng hộ dân chủ ở Hồng Kông, ngày 16 tháng 6 năm 2019

Năm ngày sau sự kiện, chủ tịch Blizzard, J. Allen Brack đã viết rằng, sau khi xem xét tình hình, Blizzard cảm thấy các hình phạt được áp dụng là không phù hợp, mặc dù họ vẫn lo ngại về việc Blitzchung và các thành viên đã đưa cuộc thảo luận ra khỏi phạm vi trò chơi và trở thành vấn đề chính trị. Brack tuyên bố rằng họ sẽ trả lại số tiền thưởng cho Blitzchung, giảm lệnh cấm anh tham gia các sự kiện Grandmasters xuống 6 tháng, cũng như giảm lệnh cấm bình luận với anh xuống 6 tháng. Brack khẳng định rằng "các mối quan hệ của chúng tôi ở Trung Quốc không ảnh hưởng đến quyết định của chúng tôi". Blizzard cũng chính thức cấm đội Đại học Mỹ trong sáu tháng, áp dụng lý do tương tự như khi giảm lệnh cấm của Blitzchung. Trong các cuộc phỏng vấn sau đó, Brack khẳng định rằng Blizzard sẽ không xóa bỏ hoàn toàn các lệnh cấm, với lý do tầm quan trọng của việc giữ trọng tâm nội dung chương trình phát sóng "vào các trò chơi", trong khi nhắc lại "đó không phải là nội dung thông điệp của Blitzchung".
Các cuộc biểu tình tiếp tục diễn ra tại hội nghị BlizzCon 2019 vào ngày 1 đến ngày 2 tháng 11 năm 2019. Brack dẫn đầu buổi lễ khai mạc bằng cách chấp nhận trách nhiệm giải trình cho lệnh cấm ban đầu đối với Blitzchung, nói rằng, "Chúng tôi đã không tuân theo các tiêu chuẩn cao mà chúng tôi đặt ra. Chúng tôi đã phạm sai lầm". Mọi người chú ý rằng Brack đã cẩn thận không đề cập cụ thể đến từ "Hong Kong" trong lời xin lỗi của mình, nhưng hứa sẽ cải thiện và để hành động của Blizzard lớn hơn lời nói của họ. Fight for the Future đã lên kế hoạch sắp xếp một "cuộc biểu tình ô dù" tại sự kiện này để thể hiện sự không đồng tình của họ đối với hành động của Blizzard.

## Hậu quả

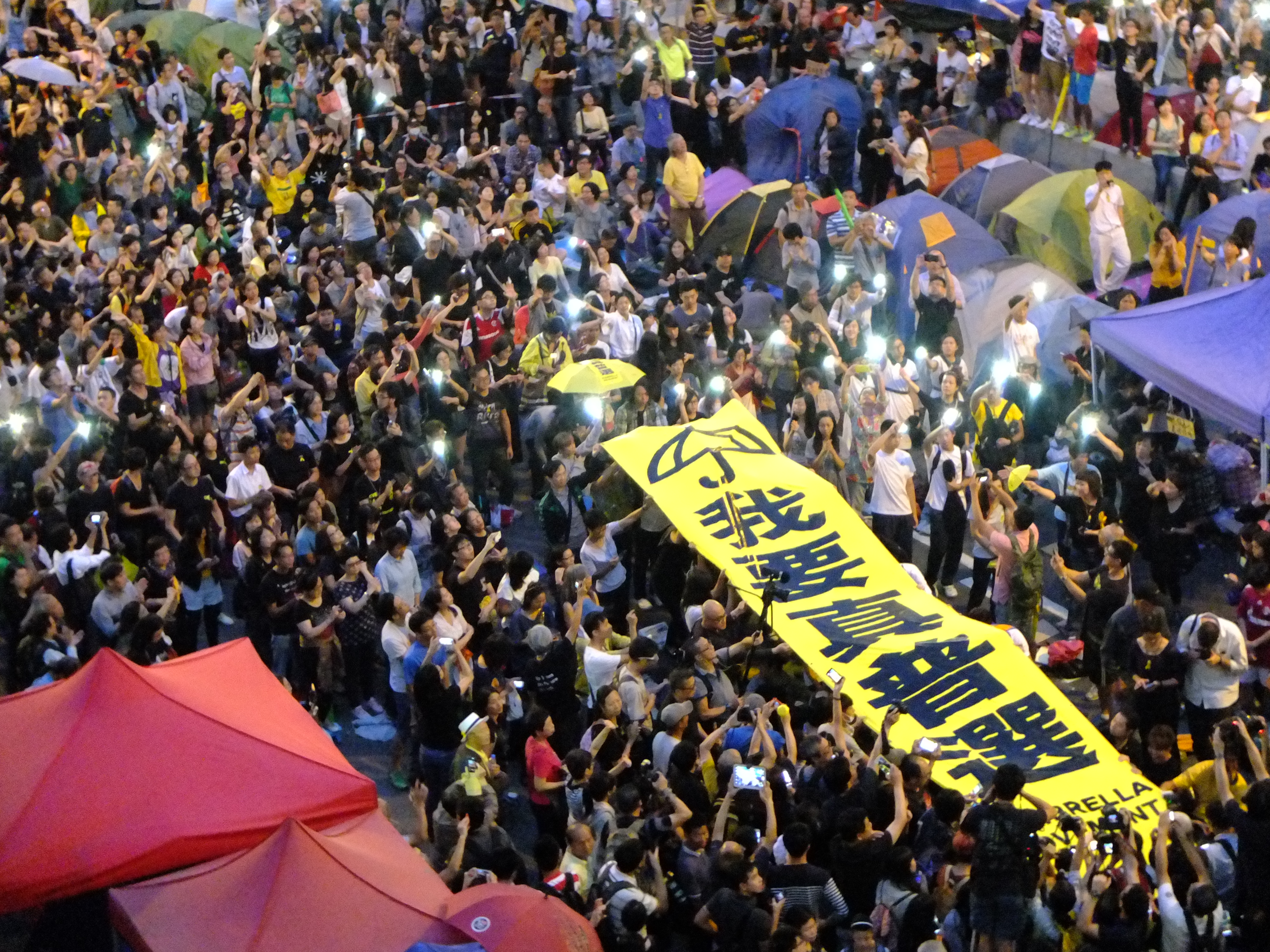
Những người biểu tình Hồng Kông cầm biểu ngữ với nội dung "Tôi muốn có quyền phổ thông đầu phiếu thực sự."

Khi Immutable, nhà sản xuất trò chơi bài kỹ thuật số trực tuyến Gods Unchained, đề nghị trả số tiền thắng bị mất của Blitzchung và mời anh tham gia giải đấu sắp tới của họ, máy chủ trò chơi của họ đã bị tấn công từ chối dịch vụ.
Sau khi lệnh cấm được công bố, một số bình luận cấp cao của Hearthstone (cụ thể là Admirable, Sottle, Raven và Darroch Brown) đã đe dọa sẽ ngừng cung cấp dịch vụ cho đến khi lệnh cấm được dỡ bỏ.
Nhà phát hành trò chơi Epic Games, do Tencent sở hữu 40% vốn, cho biết thông qua người phát ngôn rằng "Epic ủng hộ quyền bày tỏ quan điểm của họ về chính trị và nhân quyền của mọi người. Chúng tôi sẽ không cấm hoặc trừng phạt người chơi Fortnite hoặc người sáng tạo nội dung vì đã phát biểu về những chủ đề này" - thông điệp này cũng được chia sẻ bởi Giám đốc điều hành Tim Sweeney trên Twitter. Lee Shi Tian, game thủ Magic: The Gathering chuyên nghiệp người Hồng Kông, bày tỏ sự ủng hộ đối với các cuộc biểu tình tại một giải vô địch lớn vài tuần sau đó, và không bị trừng phạt bởi Wizards of the Coast.
Hãng Riot Games, do công ty Tencent của Trung Quốc sở hữu, đã bị buộc tội kiểm duyệt từ "Hong Kong" trong tên đội "Hong Kong Attitude " - viết tắt "HKA" trong Giải vô địch thế giới Liên minh huyền thoại diễn ra một tuần sau lệnh cấm của Blizzard, nhưng Riot đã xác định các trường hợp hai tên được sử dụng thay thế cho nhau, và khẳng định rằng không có hạn chế nào đối với cụm từ "Hồng Kông". Riot yêu cầu người chơi và bình luận viên tránh thảo luận về chính trị trên stream.